# Руска православна црква у Белој Цркви
Руска православна црква у Белој Цркви, посвећена је Св. Јовану Богослову.
Захваљујући донацији кнеза Димитрија Шаховског 1930. године организовано је прикупљање добровољних прилога за изградњу руске цркве. Зидање цркве је завршено 1931. године. У октобру 1932. године, храм св. Јована Богослова освештао је епископ Теофан Kурски.